# Burkea (гриб)
Burkea — рід мікроспоридій, близький до ряду Chytridiopsida. Назва вперше опублікована 1977 року.
До роду належать паразити наземних олігохет — дощових червів. На відміну від інших подібних мікроспоридій паразитують не в кишечнику.

## Класифікація
До роду Burkea відносять 2 види:
- Burkea eisenia — паразит червів Pheretima hawayana та Pheretima californica
- Burkea gatesi — паразит червів Eisenia foetida